# Ophiletoidea
De Ophiletoidea zijn een superfamilie van uitgestorven weekdieren uit de klasse van de Gastropoda (slakken).

## Families
- † Ophiletidae Koken, 1907